# ポクポン
ポクポンは、タイでお守りとして用いられている人形である。日本においてはポクポン（POK-PONG）という名称は株式会社チェッカーサポートによって商標として登録されており、同社からお守りとしてタイのポクポンと同様の人形が販売されている。

## 概要
毛糸をぐるぐるに巻いて作った人形で、もともとはブードゥーの呪術に用いる人形であったものがタイに伝来し、2005年頃タイでブームとなった。ポクポンとはタイ語で呪術的な意味に限らず、「保護する」などの広い意味を持つ。このため、タイ語では「人形」を意味するトゥッカターと言う語をつけてトゥッカターポクポン (ตุ๊กตาปกป้อง) と呼ぶことが多い。ポクポンは持ち主の代わりに災厄を引き受けるとされ、700種類以上存在する。
日本では2006年頃から女子高生を中心に口コミで流行し始め、携帯ストラップやキーホルダーとして用いることが多い。肌身離さず身につけ、愛することによって願いを叶えてくれるとされる。その種類は300種類を越え、それぞれが違う願いを叶えてくれるとされている。ポクポンが壊れた時は厄を食べてくれた証とされており、壊れたら部屋の大切なところにしまうと良いとされている。
なお前述の様に日本語においてはポクポン(POK-PONG)という名称は株式会社チェッカーサポートの登録商標であるが、他社が販売する際にも同様の表記をされることが多い。
また、2008年11月22日よりキッズステーションにて毎週土曜日の11:54 - 12:00（JST）にアニメ「おねがい!ポクポン」が放映されている（全13話）。なお、番組内のナレーションはタレントの相田翔子が担当。その他、声優は、橋本涼子、二階堂恵、小橋達也　他。